# Black (Musiker)

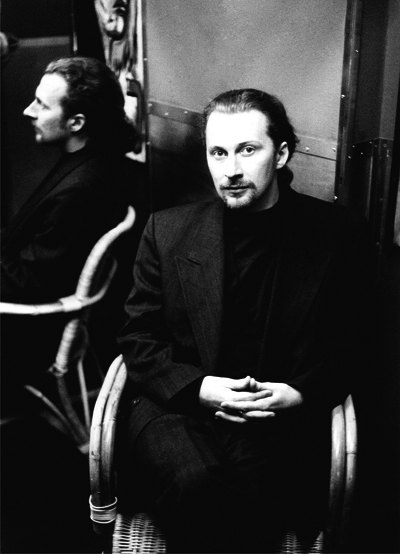
Colin Vearncombe (1990er Jahre)

Black alias Colin Vearncombe (* 26. Mai 1962 in Liverpool, England; † 26. Januar 2016 in Cork, Irland) war ein britischer Musiker. Bekannt wurde er in den 1980er-Jahren durch die Hitsingles Wonderful Life, Sweetest Smile und Everything’s Coming Up Roses.
Bis 1985 war „Black“ der Name der Band, danach machte Vearncombe ohne seine Mitstreiter unter demselben Namen solo mit wechselnden Studiomusikern weiter.

## Bandgeschichte

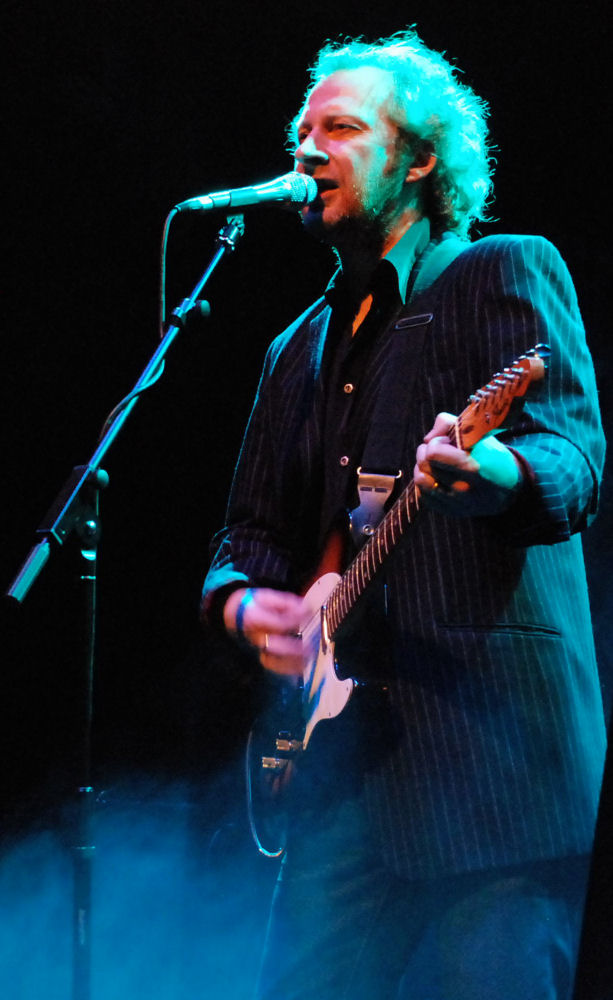
Colin Vearncombe (2007)

Die Formation „Black“ wurde von Vearncombe (Gesang, Gitarre, Keyboard) mit Dave „Dix“ Dickie (Keyboard, Gitarre) und Jimmy Sangster (Bass) 1980 in Liverpool als Trio gegründet. Vearncombe erklärte die Wahl des Namens Black damit, dass er fand, sein Name sei für die Menschen zu schwer zu merken. Ihr erstes Konzert gab die Band, die romantischen Rock/Pop ähnlich The Associates oder The Chameleons spielte, am Neujahrstag 1981. Diese Formation spielte auch die erste Single Human Features für das Indie-Label Rox Records ein. Ab Juni 1982 bestand die Band nur noch aus Vearncombe und Dickie. Nach einer weiteren Single auf dem Indie-Label WWO und einer Tournee im Vorprogramm der Thompson Twins konnten sie einen Vertrag bei einem Major Label erhalten: Eternal Records des Wah!-Managers Pete Fulwell, das von WEA Records vertrieben wurde. Zwei Singles waren das Ergebnis, kommerzieller Erfolg blieb aber aus und WEA fehlte die Geduld, sodass sie Black wieder fallen ließen. Dickie konzentrierte sich darauf, als Toningenieur/Produzent zu arbeiten, tauchte aber gelegentlich bei späteren Black-Projekten an den Tasteninstrumenten wieder auf.
Vearncombe zog sich zurück, schrieb Lieder, probte und suchte ein neues Label. Mit dem Lied Wonderful Life konnte er bei den kleinen Ugly Man Records ankommen – und schaffte es damit im September 1986 auf Platz 42 der UK-Charts. Nun hatte wieder ein Major Label Interesse, Vearncombe/Black unterschrieb bei A&M Records. Die auf dem neuen Label im Frühjahr 1987 veröffentlichte erste Single Everything’s Coming Up Roses wurde aber in Großbritannien kein Hit, in Deutschland erreichte sie aber Platz 11. Erst Sweetest Smile kam im Sommer desselben Jahres in die höheren Regionen der britischen Charts und platzierte sich in die Top Ten. Eine neue, verbesserte Aufnahme von Wonderful Life folgte im Herbst 1987 sowie das Debütalbum gleichen Namens, das bis auf Platz 3 der Album-Charts stieg. Als dessen Aufstieg deutlich wurde, brachte WEA schnell die alten Lieder auf einer LP mit dem Titel Black heraus, jedoch ohne an den Erfolg anknüpfen zu können. Musiker auf diesen Aufnahmen waren unter anderen der Bassist Roy Corkhill, der Schlagzeuger Jimmy Hughes und der Saxophonist Martin Green.
Das zweite Album Comedy (1988) blieb samt seinen Singles in den unteren Regionen der Charts. Das galt auch für die 1991 produzierte LP mit dem Titel Black; unter anderen wirkten hier Robert Palmer und die Sängerin Sam Brown mit sowie die Schwedin Camilla Griehsel (vormals Sängerin der Band One 2 Many), die Vearncombe kurz zuvor in zweiter Ehe geheiratet hatte. Der Vertrag mit A&M lief nun aus; Vearncombe zog sich in die Normandie zurück und nahm mit dem Produzenten Mike Hedges das Album Are We Having Fun Yet? auf, das 1994 auf seinem eigenen Label Nero Schwarz erschien. Unterdessen hatte eine Versicherungsgesellschaft Wonderful Life für einen Werbespot benutzt, sodass das Lied zu einem dritten Aufenthalt in der britischen Hitparade kam. In die deutschen Charts gelangte das Lied auch im Jahr 2000 durch eine Coverversion von Hyperchild sowie 2012 durch eine Dancehall-Version der Berliner Gruppe Seeed. Vearncombe brachte 1999 eine Reihe von Aufnahmen unter seinem eigenen Namen heraus. Ein neues Album als Black, Between Two Churches, wurde im November 2005 veröffentlicht.
Das Album The Given wurde 2009 digital veröffentlicht. Es wurde kostenlos verteilt und beinhaltete die Option, das Album Water on Stone zu kaufen. Der Titel der 2011 veröffentlichten Zusammenstellung Any Colour you like wurde von den Fans gewählt. 2012 veröffentlichte Vearncombe, der auch als Dichter und Maler aktiv geworden war, das illustrierte Buch I am not the same Person. Er ging auf eine ausgedehnte Tour durch Europa und Großbritannien, für die er, wie schon 2005 für das Album Between two Churches, mit dem irischen Sänger Ewan MacColl zusammenarbeitete. Beide arbeiteten an der Produktion neuer Lieder und Vearncombe startete eine Crowdfunding-Kampagne, die ihm die Produktion eines neuen Albums ermöglichen sollte. Die Kampagne erzielte das Doppelte dessen, was nötig gewesen wäre, um das Album Blind Faith 2015 zu veröffentlichen.

## Privates und Tod
Vearncombe lebte seit 2003 in Skull im südwestirischen County Cork.
Er starb am 26. Januar 2016 im Cork University Hospital im Alter von 53 Jahren an einem Hirnödem, das er infolge eines Verkehrsunfalls am 10. Januar 2016 in der Nähe des Flughafens Cork erlitten hatte. Er hinterließ seine Frau Camilla Griehsel (Sängerin bei One 2 Many) und drei Söhne.

## Diskografie

### Alben
| Jahr | Titel          | Höchstplatzierung, Gesamtwochen, AuszeichnungChartplatzierungen (Jahr, Titel, Platzierungen, Wochen, Auszeichnungen, Anmerkungen) | Höchstplatzierung, Gesamtwochen, AuszeichnungChartplatzierungen (Jahr, Titel, Platzierungen, Wochen, Auszeichnungen, Anmerkungen) | Höchstplatzierung, Gesamtwochen, AuszeichnungChartplatzierungen (Jahr, Titel, Platzierungen, Wochen, Auszeichnungen, Anmerkungen) | Höchstplatzierung, Gesamtwochen, AuszeichnungChartplatzierungen (Jahr, Titel, Platzierungen, Wochen, Auszeichnungen, Anmerkungen) | Anmerkungen                          |
| Jahr | Titel          | DE | AT | CH | UK | Anmerkungen                          |
| ---- | -------------- | --- | --- | --- | --- | ------------------------------------ |
| 1987 | Wonderful Life | DE9 Gold · (31 Wo.)DE | AT6 (16 Wo.)AT | CH5 Gold · (13 Wo.)CH | UK3 Platin · (23 Wo.)UK | Erstveröffentlichung: September 1987 |
| 1988 | Comedy         | DE38 (3 Wo.)DE | — | CH24 (2 Wo.)CH | UK32 Silber · (4 Wo.)UK | Erstveröffentlichung: Oktober 1988   |
| 1991 | Black          | — | — | — | UK42 (2 Wo.)UK | Erstveröffentlichung: Mai 1991       |

Weitere Alben
- 1987: Black
- 1993: Are We Having Fun Yet?
- 1996: Master Series
- 1999: The Accused (als Colin Vearncombe)
- 2000: Abbey Road Live (als Colin Vearncombe)
- 2000: Water on Snow (als Colin Vearncombe)
- 2000: Millennium Edition
- 2000: The Collection
- 2002: Live at the Bassline Johannesburg (als Colin Vearncombe)
- 2002: Smoke Up Close (als Colin Vearncombe)
- 2004: Blackleg Vol.1 – CV Live 2003 (als Colin Vearncombe)
- 2005: Between Two Churches
- 2005: Blackleg Vol.2 – CV Live 2004 (als Colin Vearncombe)
- 2007: Blackleg Vol.3 – CV Live 2005
- 2007: Road To Nowhere (Live 2007)
- 2007: Black: C.V.
- 2009: Water on Stone
- 2009: The Given (als Colin Vearncombe)
- 2011: Any Colour You Like
- 2015: Blind Faith
- 2015: Live 2015

### Singles
| Jahr | Titel Album                                  | Höchstplatzierung, Gesamtwochen, AuszeichnungChartplatzierungen (Jahr, Titel, Album, Platzierungen, Wochen, Auszeichnungen, Anmerkungen) | Höchstplatzierung, Gesamtwochen, AuszeichnungChartplatzierungen (Jahr, Titel, Album, Platzierungen, Wochen, Auszeichnungen, Anmerkungen) | Höchstplatzierung, Gesamtwochen, AuszeichnungChartplatzierungen (Jahr, Titel, Album, Platzierungen, Wochen, Auszeichnungen, Anmerkungen) | Höchstplatzierung, Gesamtwochen, AuszeichnungChartplatzierungen (Jahr, Titel, Album, Platzierungen, Wochen, Auszeichnungen, Anmerkungen) | Anmerkungen                          |
| Jahr | Titel Album                                  | DE | AT | CH | UK | Anmerkungen                          |
| ---- | -------------------------------------------- | --- | --- | --- | --- | ------------------------------------ |
| 1986 | Wonderful Life                               | — | — | — | UK42 (9 Wo.)UK | Erstveröffentlichung: September 1986 |
| 1987 | Everything’s Coming Up Roses Wonderful Life  | DE11 (16 Wo.)DE | AT8 (8 Wo.)AT | — | UK76 (5 Wo.)UK | Erstveröffentlichung: April 1987     |
| 1987 | Sweetest Smile Wonderful Life                | — | — | — | UK8 (10 Wo.)UK | Erstveröffentlichung: Juni 1987      |
| 1987 | Wonderful Life (Remaster ’87) Wonderful Life | DE2 Gold · (22 Wo.)DE | AT1 (16 Wo.)AT | CH2 (16 Wo.)CH | UK8 Silber · (9 Wo.)UK | Erstveröffentlichung: August 1987    |
| 1987 | I’m Not Afraid Wonderful Life                | — | — | — | UK78 (3 Wo.)UK | Erstveröffentlichung: Oktober 1987   |
| 1988 | Paradise Wonderful Life                      | — | — | — | UK38 (4 Wo.)UK | Erstveröffentlichung: Januar 1988    |
| 1988 | The Big One Comedy                           | DE43 (9 Wo.)DE | — | — | UK54 (4 Wo.)UK | Erstveröffentlichung: September 1988 |
| 1988 | You’re a Big Girl Now Comedy                 | — | — | — | UK86 (2 Wo.)UK | Erstveröffentlichung: November 1988  |
| 1989 | Now You’re Gone Comedy                       | — | — | — | UK66 (4 Wo.)UK | Erstveröffentlichung: Januar 1989    |
| 1991 | Feel Like Change Black                       | DE72 (4 Wo.)DE | — | — | UK56 (2 Wo.)UK | Erstveröffentlichung: April 1991     |
| 1991 | Here It Comes Again Black                    | — | — | — | UK70 (1 Wo.)UK | Erstveröffentlichung: Juni 1991      |

## Auszeichnungen für Musikverkäufe
| Goldene Schallplatte - Deutschland - 2012: für die Autorenbeteiligung Wonderful Life (Seeed) - Frankreich - 1988: für das Album Wonderful Life - 1988: für die Single Wonderful Life - Spanien - 2024: für die Single Wonderful Life | Platin-Schallplatte - Spanien - 1988: für das Album Wonderful Life - 1989: für das Album Comedy |

Anmerkung: Auszeichnungen in Ländern aus den Charttabellen bzw. Chartboxen sind in ebendiesen zu finden.
| Land/RegionAuszeichnungen für Musikverkäufe (Land/Region, Auszeichnungen, Verkäufe, Quellen) | Silber     | Gold     | Platin     | Verkäufe | Quellen                 |
| -------------------------------------------------------------------------------------------- | ---------- | -------- | ---------- | -------- | ----------------------- |
| Deutschland (BVMI)                                                                           | —          | 3× Gold3 | —          | 650.000  | musikindustrie.de       |
| Frankreich (SNEP)                                                                            | —          | 2× Gold2 | —          | 600.000  | infodisc.fr             |
| Schweiz (IFPI)                                                                               | —          | Gold1    | —          | 25.000   | Einzelnachweise         |
| Spanien (Promusicae)                                                                         | —          | Gold1    | 2× Platin2 | 230.000  | elportaldemusica.es ES2 |
| Vereinigtes Königreich (BPI)                                                                 | 2× Silber2 | —        | Platin1    | 560.000  | bpi.co.uk               |
| Insgesamt                                                                                    | 2× Silber2 | 7× Gold7 | 3× Platin3 |          |                         |